# Neolestes torquatus
Neolestes torquatus е вид птица от семейство Pycnonotidae, единствен представител на род Neolestes.

## Разпространение
Видът е разпространен в Ангола, Габон, Замбия, Република Конго, Демократична република Конго и Руанда.